# Ольховка (Чайковский городской округ)
Ольховка — село в Пермском крае России. Входит в Чайковский городской округ.

## География
Расположено в пределах Буйской волнистой равнины, на левом берегу реки Камы, на расстоянии приблизительно 3 километров (по прямой) к западу от города Чайковского. Абсолютная высота — 105 метров над уровнем моря.

## История
Известно с 1735 года. 
С 2004 до 2018 года село входило в состав ныне упразднённого Ольховского сельского поселения Чайковского муниципального района.

## Население
| 2010 | 2021  |
| ---- | ----- |
| 1175 | ↗1258 |

Половой состав
По данным Всероссийской переписи населения 2010 года в половой структуре населения мужчины составляли 48,6 %, женщины — соответственно 51,4 %.
Национальный состав
Согласно результатам переписи 2002 года, в национальной структуре населения русские составляли 92 % из 1006 чел.

## Климат
Климат характеризуется как умеренно континентальный, с продолжительной холодной зимой и коротким тёплым летом. Средняя многолетняя температура самого холодного месяца (января) составляет −14,7 °С (абсолютный минимум — −49 °С), температура самого тёплого (июля) — 18,2 °С (абсолютный максимум — 38 °С). Безморозный период продолжается в течение 119 дней. Среднегодовое количество осадков — 438 мм.